# Sacculosia
Sacculosia és un gènere monotípic d'arnes de la família Crambidae. Conté només una espècie, Sacculosia isaralis, que es troba a Colòmbia.